# Kilometer Kampioen

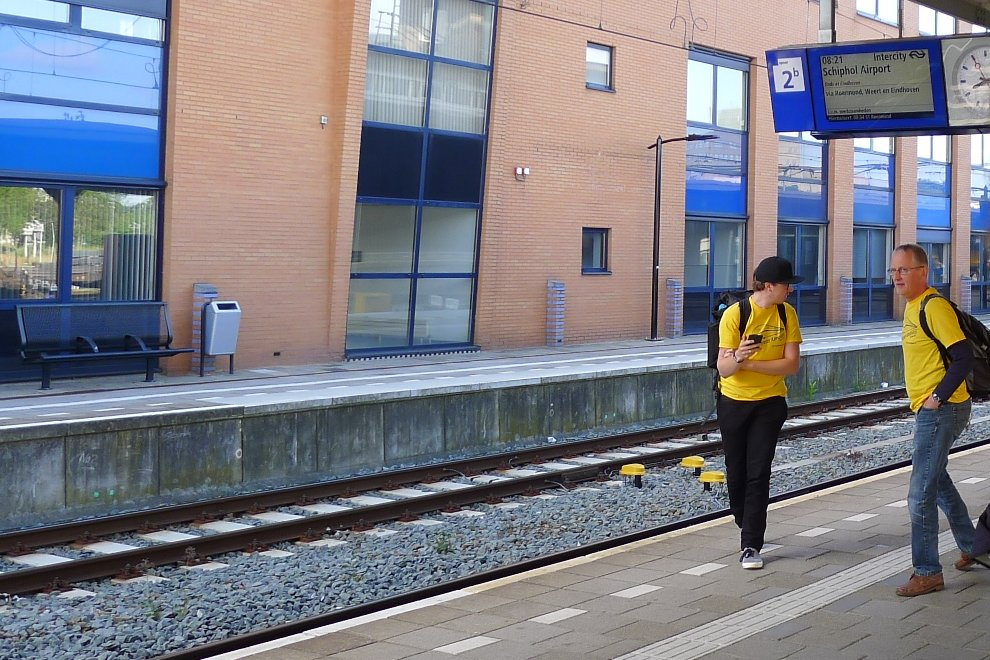
Deelnemers aan de wedstrijd Kilometer Kampioen 2017 op station Sittard

Kilometer Kampioen is een Nederlandse tweejaarlijkse treinwedstrijd die sinds 2015 wordt georganiseerd door de website Treinreiziger.nl. Het doel van de wedstrijd is om binnen 24 uur zoveel mogelijk kilometers af te leggen op het Nederlandse spoorwegnetwerk. De wedstrijd is geïnspireerd door het kinderboek De Kilometer Kampioen van de schrijver A.D. Hildebrand uit 1954. Daarin krijgen deelnemers aan een opstelwedstrijd de uitdaging om zo veel mogelijk kilometers met de trein te reizen.
Aan de wedstrijd doen tientallen mensen mee. Op de wedstrijddag kunnen zij elkaar herkennen aan het speciale T-shirt dat zij dragen.

## Edities
2015De eerste editie van Kilometer Kampioen vond plaats op 20 juni 2015. In deze editie telde elk afgelegd treintraject maar een keer mee. Alleen het eerste traject mocht twee keer worden meegeteld, zodat de deelnemers ook weer thuis konden komen. Winnaar van deze editie werd Bob Landman met 1593 kilometers. Menno de Vries werd tweede met maar 1 kilometer minder. Er waren 70 deelnemers.
2017Op 24 juni 2017 vond de tweede editie van Kilometer Kampioen plaats. In deze editie mocht elk afgelegd treintraject twee keer worden meegeteld mits het traject in twee verschillende richtingen was afgelegd. Daarnaast was er een twaalfuurswedstrijd waarin zoveel mogelijk stations moesten worden bezocht. Koen Nijbroek won de wedstrijd Kilometer Kampioen met 1979 kilometers. Martijn en Guido Rotteveel wonnen de Stations Kampioen met 108 stations. Er waren 110 deelnemers.
2019De derde editie van Kilometer Kampioen werd gehouden op 29 juni 2019. Vanwege het beperkte aanbod van treinen in de nacht was deze editie ingekort tot 18 uur in plaats van 24 uur. Elk treintraject mocht maar een keer worden meegeteld, met uitzondering van Zwolle-Meppel en Roermond-Sittard. Deze editie is gewonnen door Oscar van Oorschot met 1413 kilometers. De twee voorgaande winnaars Bob Landman en Koen Nijbroek hadden exact dezelfde route van 1433 kilometer gepland maar misten een aansluiting in Leiden. Er waren 150 deelnemers.
2023De vierde editie kon niet plaatsvinden in 2021 vanwege de coronapandemie. De wedstrijd vond uiteindelijk plaats op 16 september 2023. Dankzij de twee nieuwe nachttreinen van Arriva naar Schiphol Airport duurde de wedstrijd weer 24 uur. Elk afgelegd treintraject mocht twee keer worden meegeteld mits minimaal een keer werd gereisd met een trein die op dat traject op elk station stopte. Daarnaast werd er een twaalfuurswedstrijd gehouden met dezelfde regels. Luke Tros en het duo Koen en Marcel Nijbroek deelden de eerste plaats in de Kilometer Kampioen met 1749 kilometers. Marijn Renders won de twaalfuurswedstrijd met 994 km. Bijzonder was dat de Kilometer Kampioenwinnaars eerste werden ondanks een vertraging van een half uur opgelopen in Utrecht. Er waren 200 deelnemers.

## Uitslagen

### Kilometer Kampioen
| Jaar          | Eerste                            | Eerste    | Tweede                               | Tweede    | Derde               | Derde     |
| ------------- | --------------------------------- | --------- | ------------------------------------ | --------- | ------------------- | --------- |
| 2015 (24 uur) | Bob Landman                       | 1593,0 km | Menno de Vries                       | 1592,0 km | Matthias Huijgen    |           |
| 2017 (24 uur) | Koen Nijbroek                     | 1979,0 km | Mark Coenradie en Sernin van de Krol | 1951,4 km | Erik Tjong Kim Sang | 1928,4 km |
| 2019 (18 uur) | Oscar van Oorschot                | 1413,0 km | Henk Kuiper                          | 1407,7 km | Erik Tjong Kim Sang | 1399,4 km |
| 2023 (24 uur) | Koen en Marcel Nijbroek Luke Tros | 1749,1 km | Daan, Rick en Teun Pluister          | 1738,9 km | Willem Coerver      | 1734,1 km |
| 2023 (12 uur) | Marijn Lenders                    | 994,1 km  | Jorn de Jong                         | 986,8 km  | Ivan Kolsters       | 982,1 km  |

### Stations Kampioen
| Jaar          | Eerste                     | Eerste       | Tweede       | Tweede       | Derde                                              | Derde        |
| ------------- | -------------------------- | ------------ | ------------ | ------------ | -------------------------------------------------- | ------------ |
| 2017 (12 uur) | Martijn en Guido Rotteveel | 108 stations | Bart Lammers | 102 stations | Bram Schaafsma Berend en Thom de Boo Gerben Jolink | 100 stations |